# 玉津丸
玉津丸（たまつまる）は、日本陸軍が大阪商船の名義で太平洋戦争中の1944年（昭和19年）1月に竣工させた揚陸艦。上陸用舟艇の母艦機能を有し、陸軍特殊船と呼ばれた。竣工からわずか半年余りの1944年8月にヒ71船団の1隻としてフィリピンへ向かう途中、アメリカ海軍潜水艦の攻撃で撃沈された。乗船中の第26師団の将兵ら4820人のほとんどが戦死し、日本の戦没輸送船のなかでも特に犠牲者数が多い。

## 建造
日本陸軍は、1934年（昭和9年）に建造した「神州丸」の成功を踏まえ、同種の陸軍特殊船の量産を計画した。しかし、平時から大型船多数を維持することは予算的に困難であった。そこで、民間船会社に補助金を交付して民間船扱いで建造させ、有事にのみ徴用する形式が採られることになった。その1隻として、大阪商船を船主に予定して発注されたのが「玉津丸」である。三井造船玉野工場で1942年（昭和17年）11月4日に起工され、1944年（昭和19年）1月20日に竣工した。陸軍特種船の船名は上陸戦という用途にちなんで港を意味する「津」が付いた名前が多く、「玉津丸」もそれに倣っている。
「玉津丸」は、陸軍特殊船のうち基本形の甲型に属し、同じ三井造船玉野工場で先に建造された「摩耶山丸」と同型である。ただし、野間（2002年）は、戦時標準船に準じた戦時仕様のM甲型とする。外形は「神州丸」が軍艦に近い特異な姿だったのに対し、正体を秘匿するため通常の貨客船などに似せた姿となっている。しかし、船体内は上陸用舟艇を収容する全通甲板の格納庫で、船尾に急速発進用のハッチを有し、商船とはまったく異なった構造である。兵員居住区画としての使用を想定したためか、舷窓が多く設けられている。上甲板には船倉口が4か所設けられており、そのうち2番・3番倉口は大発動艇が収納できる大型倉口になっていた。荷役設備として、太い門型のデリックポストが4組装備されている。機関はディーゼルエンジンを使用し、スクリュー2基で航行する。輸送能力は兵員1,955人を定員として設計されているが、実戦では大幅に超過した約4,500人を乗船させている。
姉妹船の「摩耶山丸」との設計の違いとして「玉津丸」の方が煙突の外筒の背が低く、排気筒が突出した形状になっている点で識別できる。ほかに甲型に属する特種船としては日立造船因島工場で「吉備津丸」が建造されたが、主機が蒸気タービンエンジンで、1番・4番デリックポストが門型ではなく単脚型などの違いがある。播磨造船所製の「にぎつ丸」も甲型であるが、「あきつ丸」と同じ航空機搭載用の丙型から仕様変更されたもので、設計が異なる。

## 運用
竣工してすぐに「玉津丸」は陸軍によって徴用された。しかし、太平洋戦争後期の竣工となったため本来の用途である大規模な上陸戦を実施するような戦局ではなく、戦線後方での部隊輸送に従事した。ヒ68船団などに加入している。
「玉津丸」の最後の航海となったのは、1944年8月のヒ71船団に加入してのマニラ行きであった。フィリピン増援に向かう第26師団独立歩兵第13連隊などの将兵約4,500人を乗船させた「玉津丸」は、優秀船ぞろいの強力な護送船団を組んで、8月10日に伊万里湾を出撃した。馬公を経由して8月18日にルソン島北岸へ近づいたところで、船団はアメリカ潜水艦の集中攻撃を受けた。同日夜、悪天候と襲撃による混乱のため船団の隊形は崩壊し、「玉津丸」は他の艦船からはぐれてしまった。「玉津丸」は全速でルソン島西岸を南下して逃れようとしたが、8月19日未明にアメリカ潜水艦により捕捉された。最初に打ち込まれた魚雷は回避に成功し、船砲隊による射撃で抵抗を試みた。しかし、北緯18度49分 東経119度47分 / 北緯18.817度 東経119.783度付近でアメリカ潜水艦「スペードフィッシュ」の魚雷2発が左舷に命中。浸水により3分間で30度まで傾斜して総員退去が発令され、被雷から4分間で沈没に至った。
短時間で沈んで脱出が難しかったうえ、孤立状態で沈んだため救助が遅れ、乗船者のほとんどが死亡した。戦死者は全乗船者4.820人のうち約99%の4,755人に上る。内訳は、輸送中の安尾正綱大佐（独立歩兵第13連隊長）以下陸軍将兵4,406人戦死、船砲隊208人中199人戦死、徴用船員138人中135人戦死などとなっている。死者数は、大内（2004年）によれば日本の戦没輸送船のうちで「隆西丸」（中村汽船：4,805総トン）の4,999人につぎ2番目に多い。ただし、「順陽丸」（馬場商事：5,065総トン）の犠牲者数について大内（2004年）は2,915人とするが、死者5,689人とする説もあり、後者の説に従えば第3位ということになる。